# Abdelhakim Maazouz
Abdelhakim Maazouz (28 augustus 1975) is een Algerijns atleet, die is gespecialiseerd in de 3.000 m steeple. Op dit onderdeel is hij de vierde snelste van zijn land. Hij nam eenmaal deel aan de Olympische Spelen, maar behaalde hierbij geen medaille.
Op de Afrikaanse kampioenschappen van 2002 eindigde Maazouz als zevende in een tijd van 8.33,49. In 2004 nam Maazouz een eerste keer deel aan de Olympische Spelen van Athene. Met een tijd van 8.36,12 werd hij uitgeschakeld in de eerste ronde.

## Persoonlijk record
| Onderdeel       | Tijd    | Datum        | Plaats |
| --------------- | ------- | ------------ | ------ |
| 3.000 m steeple | 8.22,09 | 20 juni 2002 | Blida  |

## Prestaties
| Jaar | Wedstrijd                   | Plaats   | Resultaat | Onderdeel       | Tijd    |
| ---- | --------------------------- | -------- | --------- | --------------- | ------- |
| 2002 | Afrikaanse kampioenschappen | Radès    | 7e        | 3.000 m steeple | 8.33,49 |
| 2003 | WK veldlopen                | Lausanne | 39e       | korte afstand   | 11.51   |
| 2006 | WK veldlopen                | Fukuoka  | 39e       | lange afstand   | 38.17   |